# نزلة علي كيلاني
قرية نزلة علي كيلاني هي إحدى القرى التابعة لمركز ببا في محافظة بني سويف في جمهورية مصر العربية. حسب إحصاءات سنة 2006، بلغ إجمالي السكان في نزلة علي كيلاني 3175 نسمة، منهم 1625 رجل و1550 امرأة.